# Scaptodrosophila precaria
Scaptodrosophila precaria är en tvåvingeart som beskrevs av Klinken 1997. Scaptodrosophila precaria ingår i släktet Scaptodrosophila och familjen daggflugor. Inga underarter finns listade i Catalogue of Life.